# Белий Бряг
Бе́лий Бряг (болг. Бели бряг) — село в Старозагорській області Болгарії. Входить до складу общини Раднево.

## Населення
За даними перепису населення 2011 року у селі проживали 143 особи.
Національний склад населення села:
| Національність   | Кількість осіб | Відсоток |
| ---------------- | -------------- | -------- |
| болгари          | 136            | 95,1%    |
| цигани           | 4              | 2,8%     |
| турки            | 3              | 2,1%     |
| інша             | 0              | 0%       |
| не визначились   | 0              | 0%       |
| Всього відповіли | 143            |          |

Розподіл населення за віком у 2011 році:
Динаміка населення: